# Departamento Tinogasta
Das Departamento Tinogasta liegt im Nordwesten der Provinz Catamarca im Nordwesten Argentiniens und ist eine der 16 Verwaltungseinheiten der Provinz.
Es grenzt im Norden an das Departamento Antofagasta de la Sierra, im Osten an das Departamento Belén und das Departamento Pomán, im Süden an die Provinz La Rioja und Westen an Chile.
Die Hauptstadt des Departamento ist das gleichnamige Tinogasta. Sie liegt 279 Kilometer von der Provinzhauptstadt San Fernando del Valle de Catamarca und 1.415 Kilometer von Buenos Aires entfernt.

## Städte und Gemeinden
Das Departamento Tinogasta ist in folgende Gemeinden (Municipios) und Siedlungen aufgeteilt:
| - Algarrobal - Anillaco - Antinaco - Banda de Lucero - Barrio Las Lomas - Barrio Los Nacimientos - Buena Vista - Cerro Negro - Chuquisaca - Ciénaga Grande - Cordobita - Costa de Reyes - El Alto - El Angosto - El Bracho - El Breal - El Cachiyuyo - El Molino - El Paraná - El Pueblito - El Puesto - El Retiro - El Rincón - El Salado - Fiambalá - Guachin - La Aguadita - La Ciénaga - La Cienaguita | - La Costa - La Falda - La Florida - La Isla - La Mesada de Zárate - La Puesta de Tatón - La Quebrada del Cerco - Las Lajas - Las Termas - Loma Pelada - Los Balverdi - Los Barrionuevo - Los Hoyitos - Los Quinteros - Los Ranchillos - Los Robledos - Medanitos - Palo Blanco - Puesto El Leoncito - Punta de Agua - Río Colorado - San Pedro - Santa Cruz - Santo Tomás - Saujil - Tatón - Tinogasta - Villa Luján - Zanjón de Apocango |